# Градац (Баточина)
Градац је насељено место у Србији у општини Баточина у Шумадијском округу. Према попису из 2022. има 156 становника (према попису из 2011. било је 206 становника).
Људи у Градцу су живели од најстаријих времена. Код Градца, у пећини испод Јерининог брда откривено је једно врло значајно палеолитско и неолитско налазиште. Само место се први пут помиње у хрисовуљи између 1198. и 1199. године којом Стефан Немања поклања област Лепеницу манастиру Хиландару.
Након пада Србије под Османску власт, Градац се у првом турском попису 1476. појављује под именом Градић или Горњи Градић са 25 — 30 кућа. И у попису из 1523. године поново се помиње Градац, али овог пута као Доњи Градић.
Градац се налази на 176 метара надморске висине, на око 5 км западније од Баточине, 20 км источно од Крагујевца и око 115 км јужно од Београда.

## Географија

### Положај и пространство
Територија села Градац налази се у централном делу Србије. Смештено је у источном пределу Шумадије и захвата сливно подручје доњег тока Лепенице. Налази се у западном делу општинске територије Баточине. Део насеља смештен је на левој, а део на десној обали Лепенице (притоке Велике Мораве).
Градац се налази на 176 метара надморске висине, на 6 км западније од Баточине, 25 км источно од Крагујевца и 123 км јужно од Београда. Кроз Градац пролази магистрални пут на релацији Баточина—Крагујевац—Краљево—Чачак и железничка пруга Лапово—Крагујевац—Краљево.
Катастарска општина обухвата 508 хектара. Највећи део земљишта користи се као ораница, један део је покривен шумом, а добар део је неплодан. Дејством разних фактора створени су разноврсни типови и подтипови тла на релативно малом простору територије Градца. На њихов размештај велики утицај су имали рељеф и геолошки састав подлоге и климатске прилике. У депресијама уз ток Лепенице заступљена су алувијална тла, на терасама и нижем побрђу јављају се местимично смонице, док у вишим деловима апсолутно преовлађују гајњаче. У прошлости подручје Градца је било великим делом покривено шумама које су крчене и претваране у плодна оранична подручја. Тако су шуме данас замениле пољопривредне културе попут кукуруза, пшенице, шећерне репе, сунцокрета, виногради и воћњаци.

### Клима и хидрографија
Климу Градца одликују релативно хладне зиме и топла лета. Најхладнији месец је јануар, а најтоплији јун. Мај и јун су месеци са највише падавина, а најмање их има у јануару, фебруару и марту. Сума годишњих падавина износи 655 мм.
У Градцу најчешће дувају југозападни и северозападни ветрови, а у периоду јануар-март и југоисточни (кошава). Удари кошаве су ипак смањени због заштите Стражевице као природне препреке.
Село не обилује површинским водама. Кроз Градац у дужини од 2,8 километара протиче река Лепеница. Корито Лепенице је два пута пробијано. Први пут 1870. године након већих поплава, а други пут 1966. године због потребе изградње новопројектованог пута Баточина - Мрчајевци, као и због заштите од поплава. Лепеница је правила штете повременим изливањем. Лепеница је у Крагујевцу 1825. однела чак и мост између кнежева конака и саборне цркве. Две последње поплаве су биле 1986. и 1999. године када је река напустила корито и поплавила делове насеља и индустријске погоне наневши штету становништву и привреди. У атару села јављају се и повремени потоци који теку са брда Стражевице.

## Историја

### Праисторија
Код Градца, у пећини испод Јерининог брда откривено је једно врло значајно палеолитско и неолитско налазиште. Ископавања су вршена 1952. и 1967. године. Екипу која је вршила ископавања 1952. предводио је проф. др Бранко Гавела са Филозофског факултета у Београду, затим ту су били и његови асистенти Драгослав Срејовић и Никола Тасић и директор музеја у Крагујевцу Драгољуб Петровић. Судећи по костима које су пронађене, као и алаткама од камена, људи овог насеља су били номади и бавили су се ловом на животиње. Близина реке Лепенице која је обезбеђивала воду и могућност да човек улови рибу и сама пећина која је била склониште омогућавали су живот на овим просторима још од најстаријих времена.
Утврђено је и постојање насеља које је било део винчанске културе, а доказ његовог постојања бројни су материјални остаци каменог оруђа, оружја и керамике. На брду Стражевица пронађена је неолитска секира од зеленог камена.

### Римско доба
У римско доба овај део се налазио у саставу провинције Мезије, која је сматрана житницом Римског царства. Недалеко од самог насеља пролазио је један од кракова римског војног пута Via militaris који је ишао дуж десне обале Мораве. Код античког утврђења Шавац у Лапову пронађени су остаци пута који је водио према Градцу где се налазило утврђење које је постојало све до 8. века. Ово утврђење је саграђено за време Јустинијана I на темељима старог каштела и служило је за одбрану од Словена који су упадали на територију царства. Подручје читаве данашње баточинске општине је било густо насељено локалним романизованим становништвом. На локалитетима Јерининог и Донићког брда пронађене су занимљиве фибуле које припадају касној античкој уметности. На Јеринином брду пронађена је бронзана фибула у виду стилизоване коњске фигуре у покрету, украшена концентричним круговима и паралелним заресцима дужине 4,9 цм и највеће ширине 1,9 цм, а потичу из периода од V do VIII века. На Донићком брду је пронађена такође бронзана фибула на којој се налази птица у лету украшена пластичним орнаментима, дужине 3,2 и ширине 1,8 цм и која потиче из V века.
Римљани су у ове крајеве донели и новац који улази у широку употребу. Сребрни и бронзани римски новац из I до 4. века проналажен је не само у Градцу већ у читавој Шумадији. Новац је налажен приликом ископавања археолошких налазишта, али и приликом обраде земље.
Изнад Пећине у Градцу, на Јеринином брду ископана је сонда на њеном највишем делу величине 10x2 метара. Ту је пронађено доста посуда разног порекла, новац из времена Јустинијана I, оштећени нож, кости домаћих и дивљих животиња као и риба. Слична керамика пронађена је и на западном ободу брда где је ископана друга сонда величине 4x5 метара. Трећа сонда величине 10x2 м направљена је у средњем делу платоа на Јеринином брду и тада је откривен темељ једне цркве из раног средњег века. Дужина цркве је била 16,75 метара а ширина 8,10 метара. Црква је била поплочана туглама (цигле), а темељи су били од ломљеног камена. Дебљина темеља је била 65 цм. Извршено је и пробно испитивање зидова улазног дела тврђаве на југоисточном делу брда. Ту је откривен зид дужине 12,50 метара и дебљине 1,60 метара. Темељ тврђаве је био од ломљеног камена. Пронађено је и доста керамике, пепела животињских костију, један делимично оштећен коштани чешаљ...

### Средњи век
Област Лепенице у којој се налази и село Градац први пут се помиње у хрисовуљи између 1198. и 1199. године којом Стефан Немања поклања област Лепеницу манастиру Хиландару. Касније Стефан Првовенчани дарује обе лепенице манастиру Жича.
Од стварања Лепеничке жупе па до пропасти средњовековне Србије, жупско средиште је највероватније Градац изнад Лепенице. Овај град народ везује за деспотицу Јерину. Узвишење на коме се налазе остаци града, још увек се назива Јеринино брдо. Средњовековни град је био великих димензија и овалног облика. Град се састојао из два дела: град који се налазио на Јеринином брду и трг који се налазио у равници близу реке Лепенице. Унутар града налазила се судећи по остацима темеља црква димензија 14 x 8 метара, правоугаоног облика са полукружном апсидом и што је најинтересантније улаз је имала са северне стране, што није типично за српске цркве, те подсећа на рано византијске грађевине.

### Нови век
Градац се у првом турском попису 1476. појављује под именом Градић или Горњи Градић са 25 - 30 кућа. И у попису из 1523. године поново се помиње Градац, али овог пута као Доњи Градић. Након Пожаревачког мира ови крајеви потпадају под власт Аустрије. Приликом доласка, Аустријанци су затекли многа напуштена места међу којима је био и Градац.
Повратак Турака 1739. године донео је освету и веће намете, што је стварало нерасположење у народу и напокон довело до Кочине крајине. У Кочиној крајини је учествовало доста људи из околине Баточине, а из самог Градца нам је познато да су били у Кочиним четама Стојан Седларевић, Никола Сретеновић и Иван Павловић.
Избијањем Првог српског устанка устаници су журили да овладају главним путевима. Да би спречили продор Турака са југа било им је битно да освоје Баточину. Устаници предвођени Карађорђем успели су да ослободе Баточину 1804. године. У бици код Баточине погинуло је 400 Турака. Овом победом ослобођена су сва околна села међу којима је био и Градац. У бици за Баточину је учествовао велики број Лепеничана међу којима су свакако били и Градчани. Градчани су учествовали и у Другом српском устанку. На првом попису након завршетка Другог српског устанка 1818, Градац је имао 12 домаћинстава са 32 харачке главе.
Градац је први пут уписан као Gradacz у Ридлову крату 1810. године. У Лапиеву карту је уписан 1822. као Gradatz, затим у Фридову 1829. као Gradacs. У руској и бугарској карти се помиње као Градацъ и на крају у Кипертову 1853. као Gradatz.
Грачани су учествовали у српско-турском рату (1876—1878) у саставу шумадијског корпуса. Међу 16 погинулих из Општине Баточина био је и Обрад Илијић из Градца. Они су учествовали и у Балканским ратовима (1912—1913) и Првом светском рату (1914—1918). Из ових ратова се није вратило 35 људи, а осморо их је било у заробљеништву.
Приликом одступања наше војске 1915. дошло је до борбе у Градцу и околини. Пета шумадијска дивизија бранила је правац Градац — десна обала Лепенице — Стражевица. Српској војсци ишло је наруку и надошла Лепеница. Јединица је разрушила мост у селу као што је то учињено и са осталим мостовима на Лепеници, али у јаким тродневним борбама непријатељска војска потпомогнута снажном артиљеријом, оспособила је мост, прешла преко њега и овладала Стражевицом. Пошто је изгубила важно стратегијско место, војска је наставила да се повлачи ка југу.
Градац је ослобођен након Солунског фронта, 28. октобра 1918. године. Слободу су донели војници 8. пешадијског пука дунавске дивизије I армије.

### Модерно доба
Бомбардовањем Београда почео је Други светски рат у Југославији. Већ 11. априла немачка војска заузела је Крагујевац, а после 2 дана и Лапово, па је тако читава Шумадија окупирана од стране Немаца. Подручје Шумадије, Поморавља и Баната запосела је 714. немачка дивизија. У самој Баточини је била распоређена једна мања немачка јединица. Један део војних обвезника који није био заробљен у Априлском рату транспортован је у Немачку. Из Градца је депортовано 16 људи, а на крају рата се вратило 13 људи.
Четвртог јула 1941. године на позив Комунистичке партије Југославије избио је устанак у Србији. Три дана након тога формира се Други шумадијски партизански одред чији је командант био Богосав Марковић. Недуго затим, 12. јула формиран је Крагујевачки одред чији је задатак био да спречава саобраћај на прузи Лапово - Краљево и на путевима који су водили из Крагујевца према Лапову, Јагодини, Краљеву и Горњем Милановцу. Крајем јула је формирана трећа чета крагујевачког одреда која је формирана од људи из села Доње Лепенице. Они су изазивали низ инцидената на прузи Лапово - Краљево. Један од њих био је судар возова код Градца када је погинуло 9, а рањено 30 немачких војника.
Ова чета је преузела на себе задатак да ликвидира Марисава Петровића, љотићевског првака. Покушај атентата је изведен на железничкој станици, на њега је бачена бомба, али је он рањен и остао је жив. На њега је покушан још један атентат, али се и он завршио безуспешно. Након тога он у септембру бежи у Смедерево где формира V добровољачки одред, а он сам је изабран за команданта тог одреда. Убрзо напушта Смедерево и са одредом се стационира у Крагујевцу. Управо овај одред под заповедништвом Марисава Петровића помагао је Немцима приликом извршавања Крагујевачког масакра 21. октобра 1941.
Након одласка партизанских одреда из Шумадије, почиње јаче да се развија четнички покрет. Тако је између Лапова и Крагујевца организована III крагујевачка четничка бригада, а у баточинским селима појављивао се и II батаљон. Четничке трупе које су на овом простору биле до 1944. сукобљавале су се љотићевским и недићевским одредима, а такође су надзирале терен и ликвидирале убачене партизанске симпатизере.
У таквим условима окупације живео је Градац. Пошто је био родно место Марисава Петровића често се налазио на мети четника и партизана. Због тога је Марисав Петровић на почетку 1942. године образовао наоружану сеоску стражу. Стражу су сачињавали људи старијих годишта који су дању радили на својим имањима а ноћу обезбеђивали село. Командант те страже био је Марисављев брат, Борисав Петровић. Стража је два пута морала да се супротставља провокативним нападима на село од стране четника, али без последица и жртава.
Већи број Грачана добровољно или силом био је у саставу V добровољачког одреда под вођством Петровића. Јединица се почетком септембра повукла на запад и преко Срема и Славоније прешла у Аустрију, где се ставила под контролу енглеске 8. армије. Енглеске војне власти су предале 1. маја 1945 добровољачки корпус јединицама НОВ Југославије, тачније 11. далматинској дивизији која је групу по групу стрељала на Кочевском Рогу. Убијени су бацани у крашке јаме, а међу њима је било и 9 Грачана. Марисав Петровић се спасио бекством, а касније је живео у Минхену, где је умро 1989. године. Други део Грачана који је остао жив отишао је у Немачку, Аустралију, Канаду и САД.
Почетком октобра из правца Ваљева и Аранђеловца почеле су да продиру јединице НОВЈ. Дванаестог октобра почео је напад на немачке положаје који су се налазили у Лапову. Пред снажним налетима јединица Црвене армије и НОВЈ Немци су били принуђени да се повуку према Крагујевцу. Тако је 14. октобра ослобођена Баточина, а након дводневне борбе у рејону брда Стражевица ослобођен је и Градац, 16. октобра 1944. године.

## Археолошка налазишта у Градцу
Праисторијска пећина и средњовековни град проглашени су културним добром од великог значаја. На Јеринином брду евидентирана је палеолитска пећина, остаци античког утврђења, остаци мање цркве са лонгитудиналном основном и полукружном апсидом. Наведени локалитет је делимично истражен и то само на подручју цркве, па је неопходно истраживање града.
Пећина Градац је из доба Палеолита и настала је око 25.000 година пре нове ере. Представља један од најстаријих локалитета у Србији и једно је од првих места праживота у Србији. Локалитет је мустеријерско налазиште, нађени су троугаони шиљци, издужени стругачи, листолики делтоидни шиљци, као и два огњишта (ватришта).

## Демографија
У насељу Градац живи 211 пунолетних становника, а просечна старост становништва износи 45,8 година (43,7 код мушкараца и 48,0 код жена). У насељу има 77 домаћинстава, а просечан број чланова по домаћинству је 3,18.
Ово насеље је у потпуности насељено Србима (према попису из 2002. године), а у последња три пописа, примећен је пад у броју становника. Према последњем попису из 2011. има 206 становника.
|             | \| Демографија[23] \| Демографија[23] \| Демографија[23] \| \| Година \| Становника \| Становника \| \| --------------- \| --------------- \| --------------- \| \| 1948. \| 354 \| \| \| 1953. \| 349 \| \| \| 1961. \| 351 \| \| \| 1971. \| 333 \| \| \| 1981. \| 340 \| \| \| 1991. \| 273 \| 272 \| \| 2002. \| 245 \| 257 \| \| 2011. \| 206 \| \| \| 2022. \| 156 \| \| |            |
| Демографија | |            |
| Година      | Становника | Становника |
| 1948.       | 354 |            |
| 1953.       | 349 |            |
| 1961.       | 351 |            |
| 1971.       | 333 |            |
| 1981.       | 340 |            |
| 1991.       | 273 | 272        |
| 2002.       | 245 | 257        |
| 2011.       | 206 |            |
| 2022.       | 156 |            |

| Етнички састав према попису из 2002.‍ | Етнички састав према попису из 2002.‍ | Етнички састав према попису из 2002.‍ | Етнички састав према попису из 2002.‍ | Етнички састав према попису из 2002.‍ |
| ------------------------------------ | ------------------------------------ | ------------------------------------ | ------------------------------------ | ------------------------------------ |
|                                      |                                      |                                      |                                      |                                      |
| Срби                                 | Срби                                 |                                      | 245                                  | 100,0%                               |
| непознато                            | непознато                            |                                      | 0                                    | 0,0%                                 |

| Година пописа     | 1948. | 1953. | 1961. | 1971. | 1981. | 1991. | 2002. |
| ----------------- | ----- | ----- | ----- | ----- | ----- | ----- | ----- |
| Број домаћинстава | 85    | 86    | 93    | 94    | 93    | 84    | 77    |

| Број чланова      | 1  | 2  | 3  | 4  | 5 | 6 | 7 | 8 | 9 | 10 и више | Просек |
| ----------------- | -- | -- | -- | -- | - | - | - | - | - | --------- | ------ |
| Број домаћинстава | 11 | 23 | 14 | 16 | 5 | 3 | 3 | 1 | 0 | 1         | 3,18   |

| Пол    | Укупно | Неожењен/Неудата | Ожењен/Удата | Удовац/Удовица | Разведен/Разведена | Непознато |
| ------ | ------ | ---------------- | ------------ | -------------- | ------------------ | --------- |
| Мушки  | 106    | 25               | 71           | 6              | 4                  | 0         |
| Женски | 111    | 17               | 69           | 21             | 4                  | 0         |
| УКУПНО | 217    | 42               | 140          | 27             | 8                  | 0         |

| Пол    | Укупно                    | Пољопривреда, лов и шумарство | Рибарство                            | Вађење руде и камена | Прерађивачка индустрија       |
| ------ | ------------------------- | ----------------------------- | ------------------------------------ | -------------------- | ----------------------------- |
| Мушки  | 44                        | 10                            | 0                                    | 11                   | 8                             |
| Женски | 20                        | 4                             | 0                                    | 0                    | 6                             |
| УКУПНО | 64                        | 14                            | 0                                    | 11                   | 14                            |
| Пол    | Производња и снабдевање   | Грађевинарство                | Трговина                             | Хотели и ресторани   | Саобраћај, складиштење и везе |
| Мушки  | 3                         | 5                             | 0                                    | 0                    | 0                             |
| Женски | 0                         | 0                             | 4                                    | 1                    | 1                             |
| УКУПНО | 3                         | 5                             | 4                                    | 1                    | 1                             |
| Пол    | Финансијско посредовање   | Некретнине                    | Државна управа и одбрана             | Образовање           | Здравствени и социјални рад   |
| Мушки  | 0                         | 0                             | 4                                    | 2                    | 0                             |
| Женски | 0                         | 0                             | 0                                    | 3                    | 1                             |
| УКУПНО | 0                         | 0                             | 4                                    | 5                    | 1                             |
| Пол    | Остале услужне активности | Приватна домаћинства          | Екстериторијалне организације и тела | Непознато            | Непознато                     |
| Мушки  | 1                         | 0                             | 0                                    | 0                    | 0                             |
| Женски | 0                         | 0                             | 0                                    | 0                    | 0                             |
| УКУПНО | 1                         | 0                             | 0                                    | 0                    | 0                             |

## Становништво
Након што је село опустело, 1739. су га обновила два рода, Зимоње и Ваљари, која су међутим убрзо нестала. Њих су затекли Донићи, који су се доселили при крају XVIII века, непосредно пре избијања Кочине Крајине из Раковице у Бугарској и који су у селу најстарији род. Масовније досељавање породица извршено је након што је овај део ослобођен од Турака, током Првог српског устанка 5 породица — 21 кућа и после Друга српског устанка 14 породица — 21 кућа. До Првог светског рата су се доселиле још две породице, док између два светска рата није било досељавања.
Последњи талас досељавања започео је шездесетих година двадесетог века, претежно досељавањем породица из околине Бабушнице, југоисточна Србија и са Косова и Метохије.

## Школство
Иако је Градац једно од најстаријих места у лепеничкој жупи, после ослобођења од Турака остао је мало место. Деца из Градца ишла су у школу која је била смештена у конаку манастира Грнчарица у селу Прњавору. После укидања грнчарске школе 1870. деца су се школовала у Баточини.
Касније у измењеним политичким и економским условима између два светска рата, село је економски ојачало, и када су пристигле бројне генерације за школовање, мештани су упутили захтев Министарству просвете да се одобри оснивање школе у њиховом месту, а као аргумент су истицали број деце и тешкоће путовања. Одлука Министарства је била позитивна и Градац је 1932. године добио своју школу. Школа је прво била смештена у кући Спасоја Димитријевића као привремено решење, а 1933. школа је прешла у новоподигнути Задружни дом, са наменским просторијама за школу и станом за учитеља. За првог учитеља у Грацу постављена је Милица Јовановић из Крагујевца. Како је био велики број ученика настава је организована у два наставна одељења. Тако је било све до школске 1945/46. године од када почиње опадање броја ученика и организује се настава у једном одељењу.
Због малог броја ученика од школске 2008/09. школа је престала са радом, а деца у Градцу од тада иду у баточинску школу.

## Привреда
Основне гране привреде у Градцу су: пољопривреда, индустрија, трговина, саобраћај.

### Пољопривреда
Пољопривреда је водећа привредна грана по обиму производње као и по запослености локалног становништва.
Сточарство је најзначајнија грана производње у пољопривреди у Градцу. Сточарство је најтраженији део пољопривреде, јер њени производи (месо, маст, млеко, јаја) спадају у главне прехрамбене производе становништва. Сељак ситног пољопривредног газдинства у Градцу је сваштар, гаји више врста стоке. Гаје се говеда, свиње, овце, коњи и живина.

### Индустрија
Богатство Стражевице доломитским кречњаком и задовољавање растућих потреба нискоградње омогућили су отварање каменолома и почетак експлоатације камена између два светска рата. Прву експлоатацију започео је Јован Сељановић из Београда, затим наставио Чех Иван Ланик. Све је то рађено ручно и у ограниченим количинама. Каменолом је омогућио да се многи Грачани, као и становници локалних села запосле. Ограничена експлоатација настављена је и за време Другог светског рата.
Након рата експлоатација је и даље била са много људског рада, да би се у периоду 1960-1965. изградила жичара за транспорт која је камен носила од Градца до Баточине где су отворени нови механизовани погони за прераду камена, као и модернизовање технолошке линије за дробљење и сепарирање камена на врху Стражевице и у погонима у Градцу.
Док је експлоатација била ограничена и ручна није било проблема за живот становника у селу. Међутим то се променило повећањем механизоване експлоатације, снажним минирањем које је изазивало велику буку и прашину. Због тога су становници често писали петиције и жалили се у Општини. Године 1991. дислоциране су технолошке линије са брда код куће Каменка Марковића ниже и даље у рејон каменолома чиме је знатно смањена бука. У лето 1992. при реконструкцији магистралног пута Баточина - Крагујевац изграђена је петља за улаз и излаз у каменолом и тиме је уклоњен саобраћај камиона са уских сеоских саобраћајница.
Каменоломом управља фабрика Стражевица из Баточине. Укупна површина свих објеката које поседују износе 8.327 m². Од тога Погон Градац II и Градац IV обухватају 1.254 m². У погону Градац II и Градац IV најраспрострањенији објекти су вага - радионице око 260 m², радионица око 240 m², управна зграда око 120 m², темељи за дробилицу и погон 2 и погон 4 по 80 m². Погон за прераду Градац II производи туцаник и тампон који се користи за железничке стројеве. Погон за прераду Градац IV производи финални производ, који се користи за асфалтну и путну мрежу. Погон служи за производњу финијег материјала.
Поред каменолома у селу је изграђена и асфалтна база.

### Саобраћај
Кроз Градац пролази железничка пруга Лапово-Крагујевац на којој постоји и железничко стајалиште Градац које је изграђено 1966. године. Овај железнички правац који је пуштен у саобраћај давне 1887. године је тренутно неелектрифициран и са застарелом железничком инфраструктуром. У фебруару су представници града Крагујевца и општина Баточина и Лапова потписали меморандум са чешком компанијом OHL Zzs о модернизацији железничке пруге која би подразумевала и електрификацију.
Кроз село пролази магистрални пут Баточина-Крагујевац-Краљево - Чачак, који је кроз Градац први пут прошао 1967. године. У току је изградња ауто-пута Крагујевац - Баточина који ће Крагујевац повезати са Коридором 10. У току је градња петље Градац. Завршетком ауто-пута становници Градца моћи ће брже да стигну до Крагујевца. Деоница ауто-пута Крагујевац - Баточина кроз Градац је пуштена у рад у октобру 2017. године.

## Спорт
Почеци спортског живота у селу везани су за организовање Соколског друштва. Соколско друштво је било основна месна организација која је непосредно вршила одгајивање свих соколских припадника свога подручја, а соколским друштвом је управљао Соко Краљевине Југославије. Оснивач спортске и патриотске организације у Градцу био Спасоје Димитријевић. Соколска чета из Градца имала је запажене резултате, учествовала је на балканској смотри у главном граду Бугарске, Софији.
Имеђу два светска рата у селу је било веома популарно и стрељаштво. Стрелци из Градца имали су доста успеха у појединачној и екипној конкуренцији у гађању војничком пушком на такмичењима у Крагујевцу.
Тридесетих година двадесетог века, ипак је најпопуларнији био фудбал. Тада су постојала два клуба „Џезвар“ и „Сељак“ који су стално међусобно играли са променљивом срећом. По ослобођењу формира се фудбалски клуб „Џода“, који убрзо добија и игралиште у национализованој њиви Марисава Петровића. Највише успеха фудбал у Градцу имао је након фузије са клубом из Турчина када је формиран клуб „Јединство“. Клуб је неколико пута био први у општинској лиги, а 1962 и 1963 разигравао је са клубовима из других општина за првака Крагујевачког среза. Шездесетих година Јединство је неколико пута победило и Слогу из Баточине који ће седамдесетих бити српсколигаш.
Најбоље резултате забележио је стонотениски клуб који је неколико пута био најбоља екипа у општини, а средином деведесетих такмичио се и у српској лиги.
Међутим и поред тога што је у селу одувек био популаран спорт, данас у селу не постоји ниједан спортски клуб.

## Галерија
- Железничко стајалиште
- Мост преко Лепенице
- Поглед на Лепеницу
- Каменолом у Градцу
- Асфалтна база
- Магистрални пут Баточина — Крагујевац и будући ауто-пут